# Cebus albifrons
Capucin à front blanc, Sapajou à front blanc
Espèce
Statut de conservation UICN

 LC  : Préoccupation mineure
Statut CITES
Le Capucin à front blanc (Cebus albifrons) est un singe du Nouveau Monde appartenant à la famille des cébidés. Il est aussi nommé Sapajou à front blanc ou Sajou à front blanc.
Il vit dans la canopée des forêts d'Amérique du Sud (Brésil, Colombie, Venezuela) ainsi que dans les Caraîbes à Trinité-et-Tobago sur l'île principale de la Trinité.

## Autres noms
Capucin à face blanche, Capucin cannelle, Sapajou à face blanche. Cinnamon ringtail. White-fronted capuchin (C. a. albifrons), brown-faced capuchin (C. a. adustus), ecuadorian capuchin (C. a. aequatorialis), shock-headed capuchin (C. a. cuscinus), varied capuchin (C. a. versicolor). Cairara branco (Brésil). Machín blanco (Pérou). Koakoaniro, makere (ethnie matsigenka du parc national de Manú au Pérou). Silbador, martín de cara blanca (Bolivie). Machín, bogi (nom huaorani), en Équateur. Mico cariblanco, maicero, mico bayo, mico tanque (Colombie). Au sud de la Colombie, son nom indien spécifique est borádai okaína (« l’animal aux poils jaunes ») et son surnom jóma pour rappeler par onomatopée son cri ‘jo, jo, jo’. Dans cette région, on trouve aussi le nom indien de kóyai.

## Distribution
Nord et nord-ouest de l’Amérique du Sud. Nord, sud-est et sud de la Colombie, sud du Venezuela, ouest et est de l’Équateur, est du Pérou, nord-ouest du Brésil (États d’Acre, Amazonas et Pará) et nord de la Bolivie (départements du Pando, Beni et La Paz). Sa limite orientale est constituée par le Rio Tapajós.

## Sous-espèces
(octobre 2023).
Le nombre de sous-espèces varie selon les auteurs entre cinq et onze. Colin Groves n'en reconnait que six alors que l'UICN retient les sept suivantes :
- Cebus albifrons aequatorialis Allen, 1914 ;
- Cebus albifrons albifrons (Humboldt, 1812) ;
- Cebus albifrons cesarae Hershkovitz, 1949 ;
- Cebus albifrons cuscinus Thomas, 1901 ;
- Cebus albifrons malitiosus Elliot, 1909 ;
- Cebus albifrons trinitatis Pusch, 1942 ;
- Cebus albifrons versicolor Pucheran, 1845.

Capucin à front blanc varié (C. a. versicolor) : bassins des Ríos Cauca et Magdalena (mais pas dans la vallée du bas Río Sinú) depuis le département de Magdalena jusqu’à ceux de l’ouest du Cundinamarca et du nord du Tolima, en Colombie.
Capucin à front blanc des côtes nord-colombiennes (C. a. malitiosus) : nord-ouest du pied de la Sierra Nevada de Santa Marta (Bonda) et incluant les îles de Tayrona et de Salamanca, dans le département de Magdalena (Colombie).
Capucin à front blanc du Río Cesar (C. a. cesarae) : région des Ríos Guaimaral, Ranchería et Cesar, au sein des départements du sud de La Guajira et de Cesar, en Colombie.
Capucin à tête blanche (C. a. leucocephalus) : depuis le versant de la Cordillère orientale jusqu’au bassin du Río Zulia-Catatumbo, dans les départements de Santander et Norte de Santander en Colombie et celui de Zulia au Venezuela.
Capucin à face brune (C. a. adustus) : sierra de Perijá et ouest du lac Maracaïbo (Machiques), au Venezuela. Les cinq sous-espèces précitées, y compris les types colombiens hypoleucus (du Río Sinú, erroné) et pleei (ouest du Río Magdalena), sont assez proches phénotypiquement pour être regroupées dans une seule et même sous-espèce, d’après Colin Groves, le capucin à front blanc varié (C. a. versicolor) : nord de la Colombie depuis le Río Cauca jusqu’au Río Cesar et nord-ouest du Venezuela dans le département de Zulia (Sierra de Perijá, ouest du lac Maracaibo et bassin du Río Zulia-Catatumbo).
Capucin à front blanc de Trinidad (C. a. trinitatis) : confiné dans l’île de Trinidad au large de l’embouchure de l’Orénoque, où il a probablement été introduit.
Capucin à front blanc de l’Orénoque (C. a. albifrons) : restreint aux cataractes du haut Orénoque à la frontière colombo-vénézuélienne dans trois départements colombiens (Norte de Santander, nord-ouest de l’Arauca et est du Vichada).
Capucin à front blanc d’Amazonie (C. a. unicolor) : sud-est du Pérou, nord de la Bolivie (bassins des Ríos Beni, Guaporé, Mamoré, Acre et Madre de Dios), nord-ouest du Brésil (à l’est jusqu’au Rio Tapajós, au sud jusqu’au Rondônia, au nord au-delà du Rio Negro jusqu’au Rio Demini mais semble-t-il absent de l’État du Roraima), sud du Venezuela (au sud de l’Orénoque), est et sud-est de la Colombie (parties extrême-orientales des départements de Guainía, Vaupés et Amazonas) et ouest du Guyana (une population apparemment isolée sur le plateau de Potaro, la seule qui vive à l’est du Rio Branco). Cette sous-espèce est de loin la plus répandue géographiquement. Defler et Hernández-Camacho contestent sa validité et ont démontré qu’elle est synonyme de C. a. albifrons.
Capucin à front blanc de l’Équateur (C. a. aequatorialis) : isolé sur les côtes ouest de l’Équateur.
Capucin à front blanc des Andes (C. a. yuracus) : sud-ouest de la Colombie (depuis le sud-ouest du département de Putumayo jusqu’au sud du Río Guamés), nord-est de l’Équateur et nord du Pérou, à haute altitude.
Capucin à chevelure épaisse (C. a. cuscinus) : moitié est du Pérou (au nord jusqu’à la région du Río Napo, à l’ouest jusqu’au haut Marañon dans les contreforts andins, à l’est jusque dans le nord-ouest du Brésil, au sud jusqu’à la frontière bolivienne). Groves inclut yuracus dans cuscinus.

## Habitat
Tous les types de végétation (semi-désert de La Guajira en Colombie, forêt décidue à saison sèche comme Tumbes au Pérou, forêt humide, forêt inondée jusqu’à 2 000 m d’altitude, mangrove), avec une préférence pour la forêt primaire ou secondaire mature incluant des arbres d’une trentaine de mètres de hauteur à large couronne. Plus que tout autre singe, il affectionne la forêt marécageuse de palmiers : il visite les omniprésents palmiers Mauritia flexuosa (appelés moriche, buriti et de bien d’autres noms selon les régions), les jessenias (Jessenia spp.), les grands Oenocarpus à la couronne en forme de volant de badminton retourné, les Leopoldinia et les Scheelea. Forêts-galeries. Dans le PN de Jaú, il fréquente la campinarana sur sable blanc.
Sympatrie et association : Sympatrique du capucin olive (Cebus (C.) olivaceus) et du sapajou des Guyanes (C. (S.) apella) dans une zone du nord de l’Amérique du Sud comprenant le Venezuela au sud de l’Orénoque et le Brésil entre le Rio Negro à l’ouest et le Rio Demini à l’est. S’associe, entre autres, avec le saïmiri commun (Saimiri sciureus), les sapajous (apella et macrocephalus) et parfois l’ouakari noir (Cacajao melanocephalus).

## Description
Le plus léger et gracile des capucins. Silhouette longiligne, pas de crête sagittale, ouverture nasale aussi haute que large, front large et plat, canines relativement longues et fines, base de la mandibule régulière, caryotype : 2n = 52 ou 54 (caractéristiques de tous les capucins). Pelage long et soyeux. Épaules crème. Dos, croupe et flancs cannelle mais aussi brun, brun jaunâtre, blond sable ou argenté. Raie dorsale diffuse, continue et contrastante. Ventre, thorax et gorge crème (blanc jaunâtre). Surface latérale des bras nettement bicolore, crème puis marron jaune. Surface médiale des bras et des jambes crème. Surface latérale des jambes crème. Queue doré sombre dessus et marron jaunâtre dessous, avec un pinceau doré sombre. Nuque marron jaunâtre. Couronne ronde marron brillant qui descend en un fin triangle jusqu’à la base du nez. Pas de touffes. Tête claire : notamment, les favoris n’ont pas une couleur distincte ; de même, on ne distingue pas de tract préauriculaire. Pas de barbe. Face rose, légèrement moins pâle que celle du capucin à face blanche (C. capucinus). Avec l’âge, des taches noires apparaissent sur la face. Les jeunes et les subadultes ont un pelage plus clair que les adultes.

### Sous-espèces
- Capucin à front blanc d’Amazonie (C. a. unicolor) : Pelage plutôt unicolore. Les zones pâles du pelage sont fauve crème à jaunâtres. Dessus ocre brillant ou brun grisâtre avec un mi-dos brun sombre. Membres et queue jaune roux ou rougeâtre. Flancs plus clairs que le mi-dos. Couronne presque noire qui se termine juste derrière les sourcils.

- Capucin à front blanc de l’Orénoque (C. a. albifrons) : Comme le précédent. Queue pâle dont l’extrémité est noir brunâtre.

- Capucin à chevelure épaisse (C. a. cuscinus) : Fourrure à poils souvent longs. Dessus brun à brun sombre. Membres également bruns mais avec des teintes rougeâtres et davantage sur les jambes que sur les bras. Queue avec une raie sombre courant sur la surface extérieure. Couronne noire ou brun sombre, bien plus foncée que le corps, qui se termine abruptement juste au-dessus des sourcils. Tempes et front grisâtres.

- Capucin à front blanc de Trinidad (C. a. trinitatis) : Pelage pâle, jaunâtre. Couronne peu marquée.

- Capucin à front blanc de l’Équateur (C. a. aequatorialis) : Dessus brun brillant, plus sombre en altitude et parfois teinté de roux. Dessous jaune crème. Tempes sombres. La couronne se termine loin derrière les sourcils.

- Capucin à front blanc des Andes (C. a. yuracus) : À Yasuní, fourrure blondâtre/clair à brunâtre/sombre, ventre toujours plus clair, couronne noire, ligne verticale de largeur variable au centre de la face.

- Capucin varié (C. a. versicolor) : Fourrure plutôt pâle avec des teintes rousses à mi-dos et surtout sur le bas des membres (en particulier leucocephalus). Couronne sombre, pas noire, qui se termine loin derrière les sourcils et contraste fortement avec le front et les tempes jaunes.

## Mensurations
Mâle : Corps de 35 à 44 cm. Queue de 41 à 50 cm. Poids de 1,7 à 3,2 kg. Femelle : Corps de 33 à 42 cm. Queue de 41 à 50 cm. Poids de 1,4 à 2,2 kg. Cerveau : 82 g. Rapport longueur bras/jambes (x100) : 82. Caryotype : 2n = 52, 54.

## Domaine
2-3 km2 (haute Amazonie). 1,5/km² (PN de la Manu, Pérou). 1,2 km2 (PN d’El Tuparro, Colombie). 0,84/km² (Trinidad). Vaste et chevauchant largement ceux des troupes voisines.

## Densité
30/km² (PN d’El Tuparro, Colombie) . 2,5 (Ayo), 1,8 (Pintadillo) et 3,6 (Caparú), à l’extrême sud de la Colombie. De 4,2 à 6,2/km² (PN de Pacaya-Samiria, Pérou). 35/km² (PN de la Manu, Pérou). 13,5/km² (Trinidad). La densité chute beaucoup lorsqu’il cohabite avec le sapajou.

## Locomotion
Quadrupède. Sauteur (4 m). Marche et court avec agilité et légèreté. Utilise comme appui sa queue partiellement préhensile.

## Comportements basiques
Diurne. Arboricole.

## Activités
Parcourt jusqu’à 5 km par jour en Colombie, seulement 1 850 m en moyenne dans le PN de la Manu. Il occupe tous les niveaux forestiers, du sol (10 %) à la canopée, avec une préférence pour la strate moyenne entre 15 et 25 m. Budget d’activités (PN de la Manu) : recherche d’insectes (39 %) et de plantes (22 %), déplacements (21 %) et repos (18 %). Il est plus aérien que le capucin brun et encore plus difficile à approcher.

## Alimentation
Généraliste opportuniste. Quasi-omnivore à tendance frugivore. Grâce à son pouce opposable aux autres doigts, il soulève les feuilles et manipule les branches à la recherche d’arthropodes immobiles mais n’a certes pas la vitesse de réaction des saïmiris capables de capturer les insectes en plein vol. Son péché mignon : les guêpes, larves et pupes. Fourmis, termites ainsi que larves de coléoptères nichées sous les palmiers abattus. En Colombie, on l’a observé chassant des rainettes (Hyla sp.) cachées dans les Phenakospermum guianense. Dans le PN de Jaú (Brésil), il entrerait dans l’igapó à la saison sèche pour dénicher du sable les œufs de tortue (Podocnemis sp.) et consommerait les noix du palmier Leopoldinia pulchra. Rarement, il lui arrive de s’attaquer à une charogne.
Dans le PN de la Manu, il consomme au moins 73 espèces de plantes appartenant à 33 familles, essentiellement des moracées, et des noix des palmiers Astrocaryum et Scheelea. Budget alimentaire à la saison sèche : fruits et des feuilles (53 %), graines (42 %), nectar (3 %), moelle de plante (1 %) et proies animales (1 %). Comme cette espèce se procure la moitié de son régime dans les arbres à large couronne de plus de 20 m de diamètre, un unique individu ne saurait accaparer un tel site et peut donc le partager avec ses congénères, si bien que les agressions alimentaires intragroupes demeurent rares.
Dans le PN de Pacaya-Samiria, il consomme surtout les noix des palmiers aguaje (Mauritia flexuosa) - à longueur d’année - et shapaja (Scheelea cephalotes), en moindre quantité les noix du palmier chambira (Astrocaryum chambira), du palmier cavaja (Mauritiella peruviana) et du palmier pêcher (Bactris sp.), les fruits de trois espèces d’inga (Inga spp.) et de l’ayahuma (Couroupita subsessilis).
Dans le PN d’El Tuparro, il consomme plus que toute autre espèce les noix du palmier Attalea regia.
En Équateur, il consomme les feuilles aux propriétés antibactériennes du kosharishi (Codonanthopsis sp.), un mot machiguenga qui signifie la « plante du capucin à front blanc ». À la saison humide, les fruits représentent la quasi-intégralité de son régime.
Au sud de la Colombie, il consomme les jeunes pousses de palmier, les gousses d’ingá (Inga sp.), les fruits du chrysophyllum (Chrysophyllum auratum), de l’arbre à latex Couma macrocarpa et de la sapotacée Pouteria ucuqui.
À Trinidad, il consomme les fruits du balata franc (Manilkara bidentata), du jobo (Spondias mombin) et du palmier royal (Maximiliana elegans).
Contrairement au capucin brun, le capucin à front blanc n’a pas une mâchoire assez puissante pour broyer facilement les coques de noix. Parfois, il les martèle. Mais il doit renoncer aux plus dures. Pendant la saison sèche, il doit rechercher les rares figues encore disponibles.

## Taille du groupe
De 1 à 35. 8 (PN de Pacaya-Samiria, Pérou). 15 (PN de la Manu, Pérou). 14 (de 12 à 16), dans les Sierras de Contamana, Pérou (d’après Aquino et al.). 35 (PN d’El Tuparro, Colombie). 10 (Ayo), 9 (Pintadillo) et 39,3 (Caparú), à l’extrême sud de la Colombie. 10 (Trinidad). 3-6 (PN de Yasuní, d’après Laura Marsh) et parfois de individus seuls en association avec des saïmiris. En 1956, une horde de plusieurs centaines de singes fut repérée dans une forêt secondaire dominée par l’inga (département d’Antioquia, Colombie).

## Structure sociale et système de reproduction
Groupe multimâle-multifemelle. Polygamie. Les individus seuls sont très rares, ce qui n’est pas le cas chez le capucin brun. Sex-ration : 2,5 (PN d’El Tuparro). Ne forme pas de sous-groupe en réponse à la diminution des ressources alimentaires, sauf la sous-espèce de Trinidad. Plusieurs centaines d’individus peuvent se rassembler temporairement sur un riche site alimentaire. Les mâles adultes se coalisent et coopèrent pour la défense territoriale, le mâle alpha en tête, reconnaissable à sa plus grande taille, ses grandes canines, parfois à sa calvitie (du fait de l’âge) et à son air supérieur. Les femelles préfèrent évoluer séparément en évitant les autres adultes.

## Hiérarchie
Il existe un haut degré de tolérance entre tous les membres, mâles y compris, comportement influencé par le fait que cette espèce s’alimente dans de grands arbres où la nourriture ne peut être monopolisée. En revanche, les rencontres intergroupes sont carrément hostiles. Les tensions internes majeures se manifestent lors de la saison de reproduction avec le réveil des rivalités intermâles, mais restent de peu d’ampleur.

## Dispersion
Femelle philopatrique. Le mâle émigre.

## Reproduction
Le mâle dominant suit les femelles en chaleur et renifle leur urine. Le rituel amoureux consiste en une cour élaborée avec des grognements et des couinements, des « moues de canard » lèvres avancées tout en dévisageant le partenaire, des scènes de danse et de pourchassements. Un mâle subordonné peut parfois s’accoupler avec une femelle et les femelles enceintes et allaitantes s’accouplent comme les femelles en chaleur, autant de raisons qui font que la paternité n’est jamais certaine. Chez cette espèce, les femelles détiennent toutes les cartes du succès reproductif des mâles. L’une des conséquences en est que ces derniers ne répondent pas aux plaintes des enfants.
Au Pérou, la saison des naissances s’étale entre août et janvier, alors qu’un pic des naissances a été observé en Colombie entre février et juillet. La femelle met bas un unique petit tous les 26 mois en moyenne, un intervalle plus long que chez les autres espèces.

## Développement
Durant les premières 48 heures, le nouveau-né essaie plusieurs positions pour s’accrocher à sa mère avant de parvenir dans la position propre à l’espèce en travers des épaules et du cou. Après plusieurs semaines ainsi, il passe en position allongée sur le dos. Tous les membres du groupe, y compris le mâle alpha, s’intéressent et transportent le bébé.

## Communication orale
Puissantes vocalisations. Le mâle alpha se cache à la vue d’un prédateur aérien et ne produira son aboiement d’alarme que si d’autres mâles se joignent à lui pour menacer le rapace. Ce comportement diffère sensiblement de celui du sapajou à touffe et nous éclaire sur les modes de fonctionnement respectifs de leurs deux sociétés.

## Communication visuelle
Secouement de branches. Dévisagement.

## Communication olfactive
Délimite son territoire en frottant sa poitrine contre les branches.

## Prédateur
Spizaète orné (Spizaetus ornatus); Tayra (martre à tête grise, Eira barbara); Boa (Boa constrictor); Homme (Homo sapiens)

## Menaces
Déforestation. Demeure largement répandu dans le bassin amazonien mais la situation des sous-espèces côtières de la Colombie et l’Équateur est devenue préoccupante. Le déclin de la sous-espèce de Trinidad s’explique par une conjonction de facteurs : déforestation, érosion (due à l’exploration pétrolière et à l’agriculture), chasse et ouragans ; l’on ne compte qu’une douzaine de groupes survivants.

## Effectifs
<200 à Trinidad.

## Conservation
- Capucin à front blanc de l’Orénoque (C. a . albifrons) : PN d’El Tuparro (Colombie).
- Capucin à front blanc d’Amazonie (C. a. unicolor) : PN du Pico da Neblina, R. de Mamirauá, R. d’Amanã, PN de Jaú, R. d’Uwasu, R. de Piagaçu-Purús, R. de Catuá-Ipixuna, R. de Cujubim, SE de Três Irmãos, PE de Guajará-Mirim et PN de la Serra do Divisor (Brésil). PN de la Manu, Zone réservée du haut Río Purús (Pérou). RE du Río Tahuamanú et PN de Cotapata - qui marque la limite australe de l’espèce, en Bolivie.
- Capucin à front blanc de l’Équateur (C. a. aequatorialis) : PN de Machililla et R. de Bilsa (ouest de l’Équateur).
- Capucin à front blanc de Trinidad (C. a. trinitatis) : Site Ramsar du Marécage de Nariva (dont S. de Bush Bush) et S. de Trinity Hills (Trinidad).
- Capucin à front blanc des Andes (C. a. yuracus) : Zone réservée de Tumbes (Pérou). PN de Yasuní (est de l’Équateur).
- Capucin à chevelure épaisse (C. a. cuscinus) : PN de Pacaya-Samiria, SB de Jatun Sacha et PN du Río Abiseo (Pérou).
- Capucin varié (C. a. versicolor) : R. de la Biosphère de la Cienaga Grande de Santa Marta, PN de Macuira (péninsule semi-désertique de Guajira), R. nationale d’El Garcero et R. nationale de Sanguare, en Colombie.

## Statut
Capucin à front blanc de Trinidad (C. a. trinitatis) : En danger critique d’extinction. Toutes les autres sous-espèces : Insuffisamment documenté.

## Menaces
Il est menacé par la chasse, et par la destruction des forêts et par leur fragmentation (il traverse difficilement les milieux découverts et artificialisés, dont les routes)